# دانه‌پاشلک سینه‌خاکستری
دانه‌پاشلک سینه‌خاکستری (نام علمی: Thinocorus orbignyianus) گونه‌ای از پرندگان سردهٔ دانه‌پاشلک‌ها (Thinocoridae) است که در آرژانتین، بولیوی، شیلی و پرو یافت می‌شود.